# Mira réflex

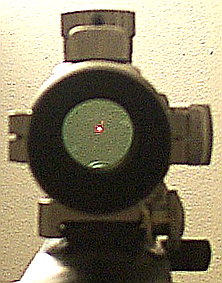
Vista a través de una mira réflex Tasco Red Dot Sight 5 MOA ProPoint (modelo PDP2ST)

Una mira réflex, también conocida comúnmente como mira de punto rojo, mira holográfica o marcador, es un sistema de puntería moderno utilizado principalmente en el ámbito militar, que se acopla a un arma, sea esta de cualquier tipo, reemplazando al alza y el punto de mira de esta, con el propósito de mejorar la eficacia y facilitar el uso. Esta mira comenzó a diseñarse en 1956, existen múltiples configuraciones posibles y una amplia gama de formas, medidas y prestaciones que varían dependiendo del modelo y del fabricante.

## Características generales
En términos generales, una mira réflex basa su funcionamiento en la polarización, normalmente a través de un colimador, y reflexión (de ahí el nombre) de un láser de baja intensidad a través de una pantalla que puede ser de materiales diversos como polímeros plásticos, fibra óptica o cristal tratado transparentes, hacia la visión del usuario, creando de esta forma un holograma en la misma pantalla que puede ser usado de forma eficaz como método de puntería del arma. Este láser está generado por una fuente de alimentación interna, generalmente una batería recargable. El cuerpo de la mira puede ser de plástico o metal, generalmente acero o titanio.
A diferencia de otras miras ópticas, esta mira no produce en ningún caso zoom, actuando simplemente como sustituto de los sistemas tradicionales. Ofrece diversas coloraciones o formas para el mismo, siendo el más común el color rojo en forma de punto. En algunos modelos de alto rendimiento se ofrece también sistema de infrarrojos.

### Ventajas
La mira red dot (en inglés) ofrece un sistema de apuntado preciso y siempre estable, al no necesitar que el punto rojo se encuentre en el centro de la pantalla para hacer blanco; simplemente debe estar situado sobre el objetivo, independientemente de su centrado. Además, resulta de uso más rápido y ergonómico para el combatiente al no tener que encuadrar dos posiciones de puntería (el alza y el punto de mira) con el objetivo, y proporciona además una visión mucho más panorámica de los alrededores.

### Desventajas
Las quejas más comunes de los usuarios habituales hacia los marcadores están principalmente relacionadas con su durabilidad en combates prolongados. Estos son medianamente resistentes a golpes leves y condiciones meteorológicas de lluvia o nieve, y funcionan con eficacia a cualquier temperatura, pero son sensibles a golpes fuertes, llegando incluso a poder romperse.Otro factor de importancia es la duración de las baterías de alimentación. Sus prestaciones varían pero suelen estar situadas entre las 6 y las 40 horas de duración. En ocasiones este ha sido un problema para los usuarios.